# Siegfried Zellnig
Siegfried Zellnig (* 19. November 1941 in Stolberg (Rheinland); † 20. April 2005) war ein deutscher Politiker (CDU).
Nach Besuch der Volksschule und einer anschließenden kaufmännischen Lehre erlangte Zellnig das Abitur an einem Abendgymnasium. Nach Studium der Volkswirtschaft, Rechts- und Staatswissenschaften von 1965 bis 1972 und anschließendem Referendariat war er von 1975 bis 1993 als selbständiger Rechtsanwalt tätig. Ab 1993 war er Geschäftsführer einer Wohnungsbaugenossenschaft.
Zellnig trat 1962 in die CDU ein und war Vorstandsmitglied des Stadt- und Kreisverbandes der CDU Neuss.
Zellnig war von 1970 bis 1975 Sachkundiger Bürger der Stadt Neuss. Er wurde 1975 Ratsherr und 1977 zum Vorsitzenden der CDU-Ratsfraktion gewählt. Von 1990 bis 1993 war Mitglied im Kreistag des Kreises Neuss. Von 1980 bis 1985 und von 1990 bis 2000 war er Abgeordneter des neunten, elften und zwölften Landtags von Nordrhein-Westfalen. Er zog in der neunten und zwölften Wahlperiode über ein Direktmandat (Wahlkreis Neuss I), in der elften Wahlperiode über den Listenplatz 35 der Landesliste seiner Partei in den Landtag ein.
Zellnig war verheiratet und hatte zwei Kinder.